# Entfesselte Kamera

L'Entfesselte Kamera (caméra déchaînée) est une innovation de Karl Freund consistant en une caméra légère embarquée (sur harnais ou support mobile) permettant à l'opérateur d'effectuer les mouvements les plus variés par une grande liberté d'action.
La technique a été utilisée la première fois par Murnau dans son film muet Le Dernier des hommes (1924) et est sans doute la plus importante innovation stylistique du XXe siècle, ouvrant la voie à quelques-unes des techniques cinématographiques les plus couramment utilisées dans le cinéma contemporain.